# Reupzig

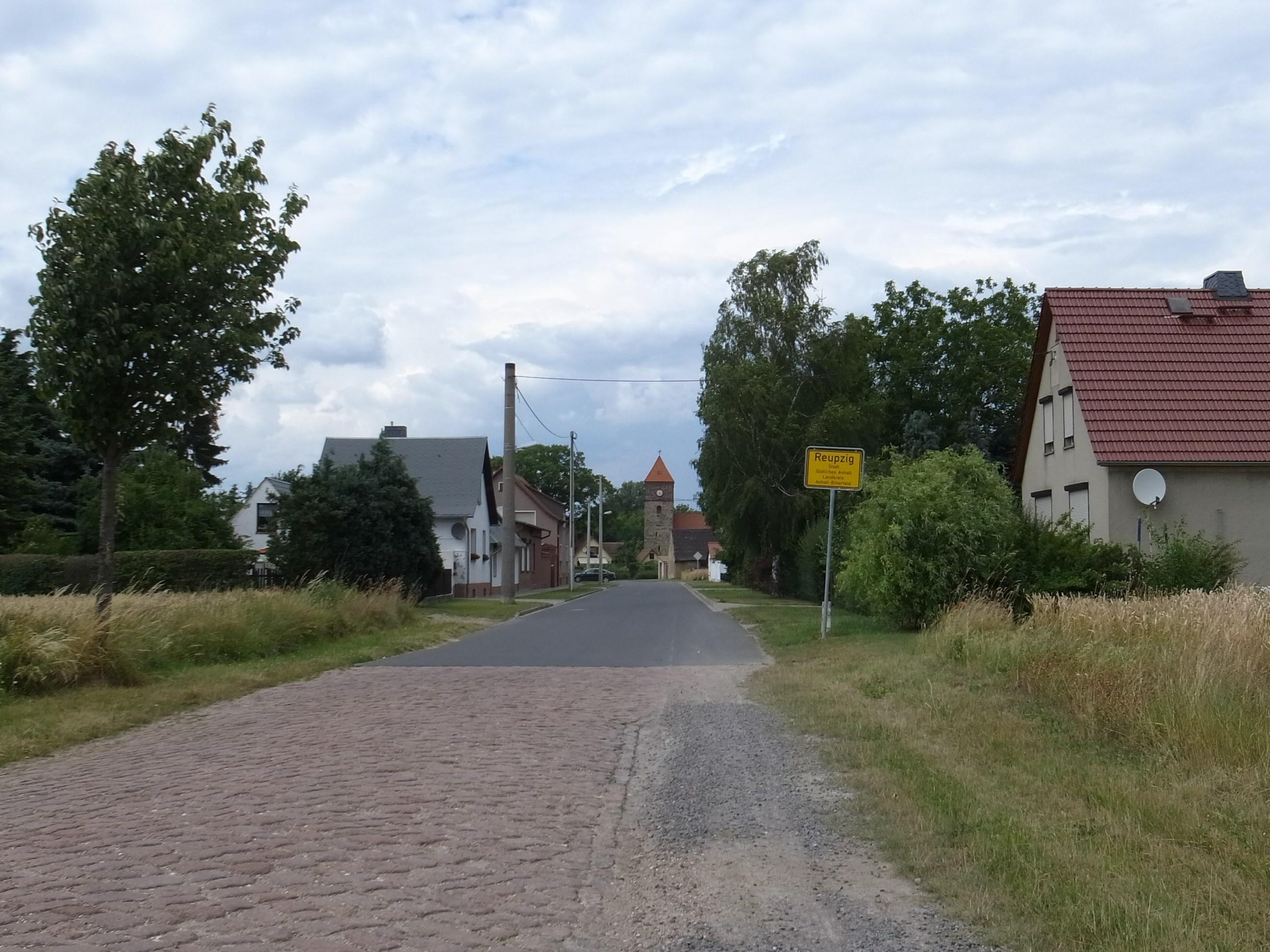
Ortseingang Reupzig

Reupzig ist ein Ortsteil der Stadt Südliches Anhalt im Landkreis Anhalt-Bitterfeld in Sachsen-Anhalt.

## Geografie
Reupzig liegt zwischen Köthen (Anhalt) und Bitterfeld-Wolfen.

## Geschichte
Reupzig wurde erstmals im Jahr 1160 als Rupice urkundlich erwähnt.
Bis zur Neubildung der Einheitsgemeinde Südliches Anhalt am 1. Januar 2010 war Reupzig eine selbständige Gemeinde in der Verwaltungsgemeinschaft Südliches Anhalt mit den zugehörigen Ortsteilen Breesen, Friedrichsdorf und Storkau. Letzter Bürgermeister von Reupzig war Hartmut Burghause.

## Bauwerke
Die Pfarrkirche St. Christophorus in Reupzig ist ein Bauwerk aus dem 13. Jahrhundert.

## Verkehrsanbindung
Südlich der Gemeinde verläuft die Bundesstraße 183 von Bitterfeld-Wolfen nach Köthen (Anhalt).

## Veranstaltungen
Der Freizeit- und Kulturverein Reupzig veranstaltet jedes Jahr ein Pfingstfest. Das jährliche Ringstechen und das Alternative Ringstechen, bei dem Teilnehmer mit Fahrzeugen eigener Wahl z. B. Traktoren oder Mopeds gegeneinander antreten, hat Tradition.
Im Jahr 2010 wurde anlässlich der 850-Jahr-Feier ein Festumzug veranstaltet mit historischen DDR-Fahrzeugen und Gruppen in historischer Kleidung.
Außerdem wurde ein kleines Museum eingerichtet, das jedes Jahr zu den Pfingsttagen geöffnet ist. Es werden dort historische Alltagstechnik, alte Fotografien von Gebäuden aus Reupzig, Breesen und Storkau sowie Urkunden und Ähnliches gezeigt.